# Ken Weston
Kenneth William „Ken“ Weston (* 30. Mai 1947 in London; † 13. April 2001 ebenda) war ein britischer Toningenieur, der für seine Arbeit an Gladiator (erschienen 2000) mit einem Oscar ausgezeichnet wurde. Zwischen 1974 und 2001 wirkte er an über 50 Filmen mit.

## Leben
Weston kam in London zur Welt, wuchs jedoch in Borehamwood auf. Er war zunächst als Tonassistent unter anderem bei den Filmen Im Auftrag des Drachen, Bugsy Malone, Flash Gordon und Amadeus beteiligt. Im Jahr 1978 stand er zudem in 12 Uhr nachts als Darsteller in einer Kleinstrolle vor der Kamera. Ab 1983 arbeitete Weston als Toningenieur. Er war dabei an Produktionen wie Another Country, Robin Hood – Ein Leben für Richard Löwenherz und White Squall – Reißende Strömung beteiligt. Für Evita erhielt Weston eine erste Oscar-Nominierung für den Besten Ton sowie eine BAFTA-Nominierung.
Weston war Gründungsmitglied der Association of Motion Picture Sound. Sein größter Erfolg wurde der Sandalenfilm Gladiator, für den er 2001 einen Oscar in der Kategorie Bester Ton erhielt. Zu dieser Zeit war seine Nierenkrebs-Erkrankung schon so weit fortgeschritten, dass er nicht an der Preisverleihung am 25. März 2001 teilnehmen konnte. Scott Millan und Bob Beemer, die den Oscar zusammen mit Weston erhielten, widmeten ihm den Oscar. Knapp einen Monat später erlag Weston seiner Krankheit. The Independent schrieb in einem Nachruf, dass Weston auf dem Höhepunkt seiner Karriere verstorben sei. Weston war in zweiter Ehe verheiratet und hatte zwei leibliche Kinder.

## Filmografie
- 1984: The Young Visiters
- 1984: Another Country
- 1985: Dance with a Stranger
- 1985: Max Headroom (TV)
- 1985: The Doctor and the Devils
- 1986: Der Märchenprinz (The Frog Prince)
- 1987: Empire State
- 1988: Buster
- 1989: Traffik (TV-Mehrteiler)
- 1989–1996: Agatha Christie’s Poirot (TV-Serie)
- 1991: Robin Hood – Ein Leben für Richard Löwenherz (Robin Hood)
- 1991: Unter Verdacht (Under Suspicion)
- 1992: Das Jahr des Kometen (Year of the Comet)
- 1992: Jewels
- 1993: Nackt (Naked)
- 1993: Der Sohn des rosaroten Panthers (Son of the Pink Panther)
- 1993: Boiling Point
- 1994: Nur für Dich (Only You)
- 1995: Jack und Sarah – Daddy im Alleingang (Jack & Sarah)
- 1995: Das Land meiner Liebe (The Run of the Country)
- 1995: Das Haus der Geister (Haunted)
- 1996: White Squall – Reißende Strömung (White Squall)
- 1996: Evita
- 1997: Schneewittchen (Snow White: A Tale of Terror)
- 1997: Sieben Jahre in Tibet (Seven Years in Tibet)
- 1998: Der letzte Mord (Sista kontraktet)
- 1998: Ein Zwilling kommt selten allein (The Parent Trap)
- 1999: My Life So Far
- 1999: Falcone – Im Fadenkreuz der Mafia (Excellent Cadavers) (TV)
- 1999: Die Asche meiner Mutter (Angela’s Ashes)
- 2000: Die Villa (Up at the Villa)
- 2000: Gladiator
- 2000: Shiner
- 2000: Endless Sins
- 2001: Pearl Harbor

## Auszeichnungen
- 1990: British Academy Television Award, Bester Filmton, für Traffik
- 1991: Nominierung British Academy Television Award, Bester Filmton, für Agatha Christie’s Poirot
- 1993: Nominierung British Academy Television Award, Bester Ton, für Bye Bye Baby
- 1997: Oscar-Nominierung[5], Bester Ton, für Evita
- 1997: Nominierung British Academy Film Award, Bester Ton, für Evita
- 2001: Oscar, Bester Ton, für Gladiator[6]
- 2001: Nominierung British Academy Film Award, Bester Ton, für Gladiator
- 2001: CAS Award der Cinema Audio Society für herausragende Leistungen im Bereich Tonmischung[7]